# 레인보우 로망스
《레인보우 로망스》는 2005년 10월 24일부터 2006년 11월 3일까지 방송되었던 시트콤이다. 원래 《논스톱6 레인보우 로망스》로 방영하려고 했으나, 《논스톱》 시리즈와는 차별화된 방향으로 가기 위해 《레인보우 로망스》로 방송되었다. 이 시트콤은 처음 이래 1996년 《남자셋 여자셋》으로 시작되어 10년간 계속된 MBC 청춘시트콤 신화의 종지부를 찍었다.

## 줄거리
경호학과와 카페테리아에서 벌어지는 에피소드를 그리고 있다.

## 출연진

### 기존 출연진
- 박희진 - 경호학과 교수
- 김창완(1회 ~ 177회) - 은경, 재경, 은비 남매의 아버지
- 임은경(김은경, 1회 ~ 35회) - 삼남매중 첫째로, 여자답지 않게 터프하다.
- 서재경(김재경, 1회 ~ 177회) - 은경과는 5분차이로 쌍둥이동생이며, 남자답지 않게 섬세하다.
- 강은비(김은비) - 삼남매 중 막내로 발랄한 캐릭터이며 발레리나를 꿈꾸고 있다.
- 김희철(1회 ~ 200회, 213회, 241회 ~ 243회) - 독특한 정신세계의 소유자로 장난치기를 좋아한다. 복화술이 가능해서 전방 10m에서 누가 말하는지 확인할 수 있다.
- 김기범 - 꽃미남이며 외국어 실력이 수준급인 인물
- 정의철 - 경호학과 조교로 항상 원칙을 생명처럼 생각하는 인물이며 박희진 교수의 총애를 받고있다.
- 이민기(1회 ~ 177회) - 경호학과 경호원 지망생 나중에 황보라와 열애하게 된다.
- 노홍철(1회 ~ 177회) - 수다쟁이 및 속사포로 임은경, 이민기, 서재경 등과 경호학과에 늦게 입학한 동기
- 박희본 - 은경의 친구로 카페테리아 알바생이며 매상 올리기를 좋아한다. 엉뚱한 면이 강하다.
- 장미인애(1회 ~ 177회) - 은비의 친구로 큰 키와 날씬한 몸매를 지니고 있으며 여성답지 않은 터프가이
- 황보라(1회 ~ 177회, 180회) - 엉뚱한 거짓말을 즐기며 "뻥보라"라는 별명을 지니고 있다.
- 이상미(37회 ~ 177회) - 대구에서 올라온 인물이며 사투리를 사용하고 엉뚱한 캐릭터
- 엄현경 - 은비의 친구. 날씬한 몸매와 예쁜 외모답지 않게 실수가 많고 어리버리해서 사고를 많이 저지르고 눈치가 없어서 "맹순이"로 불린다.
- 천명훈 - 비굴한 캐릭터로 불리할 때마다 "주인님", "한번만 도와주세요" 등을 잘 쓴다. 한때 소속사와의 불화로 레인보우 로망스를 하차했다가 다시 출연하는 불모를 겪었다. 희철집에 빈대붙어 살면서 밥상은 그의 담당이다.
- 김신영 - 터프한 캐릭터
- 아유미 - 일본에서 교환학생으로 왔으며 남자 앞에서 내숭이 심한 캐릭터
- 윤지후 - 재테크에 눈밝고 이익을 중시하며 항상 투자가치를 내세운다.
- 최원준 - 일명 "스마일맨"으로 불리며 말하지 않고 웃음만으로 의사소통하는 신비한 인물이다.
- 고은아 - "미우나 고우나 고은아"라고 자기소개 하는 여자, 자기 자신감이 활발히 넘쳐나고 있는 캐릭터이다.

### 카메오
- 수진
- 박명수
- 하하
- 서지영
- 에픽하이
- Ex
- 김창열
- 성시경
- 윤도현
- 이상미
- 아이비
- 윤종신
- 정종현
- 이태성
- 김형민
- 미쓰라 진
- 김C
- 유노윤호
- 안용준 : 윤호 역
- 홍인영 : 윤호의 여자친구 이슬 역
- 허이재 : 장세라 역
- 이현우 : 이도경 역
- 박우림
- 이두경
- 최민석
- 최은석
- 한경
- 주희중
- 조성희
- 박팔영
- 김상태
- 이장우
- 이다해
- 이재윤
- 이윤미
- 윤승아
- 하은설
- 주아름
- 권진영
- 쿠보타 히로유키
- 성은
- 이윤석
- 민세린
- 배슬기
- 백성현
- 박신혜
- 오션
- 이정
- 이특
- 강인
- 전혜진
- 바다
- 강균성
- 윤성호
- 서인영
- 최성준
- 김형인
- 김태호
- 서경석
- 나우
- 별
- 김미려
- 김숙
- 손명은
- 간미연
- 박슬기
- 배기성
- 안상태
- 안세미
- 서성광
- 유정석
- 전수지
- 한춘일
- 여진구
- 홍지민
- 김산호

이외에도 믹키유천, 민서현, 아이리스, 주종혁, 붐 등이 반고정으로 출연하였다.

## 제작진
- 연출 : 이흥우, 김민식
- 조연출 : 김준현